# The Rescue
A The Rescue a Doctor Who sorozat tizenegyedik része, amit 1965. január 2-án és 9-én vetítettek két epizódban. A történetben jelenik meg először Maureen O'Brien, mint a Doktor új társa, Vicki.

## Történet
A Tardis 2493-ban a Dido bolygón landol, ahol két túlélő hajótöröttet találnak. Ezt a Doktor igen furcsállja, mert a Dido őslakói igen békés népség.
Ki és miért ölte meg a földi űrhajósokat?

## Epizódok címei
- 1. rész: The Powerful Enemy (magyarul: A hatalmas ellenség)
- 2. rész: Desperate Measures (magyarul: Kétségbeesett intézkedések)

## Könyvkiadás
A könyvváltozatát 1987 augusztusában adta ki a Target könyvkiadó.

## Otthoni kiadás
- VHS-en 1994-ben adták ki.
- DVD-n 2009. február 23-án adták ki.

## Fordítás
- Ez a szócikk részben vagy egészben  a   The Rescue (Doctor Who) című angol Wikipédia-szócikk fordításán alapul.  Az eredeti cikk szerkesztőit annak laptörténete sorolja fel. Ez a jelzés csupán a megfogalmazás eredetét és a szerzői jogokat jelzi, nem szolgál a cikkben szereplő információk forrásmegjelöléseként.